# Elmer Gantry (film)
Elmer Gantry är en amerikansk dramafilm från 1960 i regi av Richard Brooks. Filmen är baserad på Sinclair Lewis roman med samma namn från 1927. I huvudrollerna ses Burt Lancaster, Jean Simmons, Arthur Kennedy, Shirley Jones och Patti Page. Filmen nominerades till fem Oscars 1961, däribland för bästa film och bästa filmmusik, samt erhöll en för bästa manliga huvudroll (Lancaster), bästa kvinnliga biroll (Jones) och bästa manus efter förlaga. Simmons nominerades till en Golden Globe för sin roll.

## Rollista i urval
- Burt Lancaster – Elmer Gantry
- Jean Simmons – syster Sharon Falconer
- Arthur Kennedy – Jim Lefferts
- Dean Jagger – William L. Morgan
- Shirley Jones – Lulu Bains
- Patti Page – syster Rachel
- Edward Andrews – George F. Babbitt
- John McIntire – pastor John Pengilly
- Hugh Marlowe – pastor Philip Garrison
- Joe Maross – Pete
- Dayton Lummis – Eddington
- Barry Kelley – Holt, polis
- Harry Antrim – försäljare på lönnkrog (ej krediterad)
- Barbara Luna – prostituerad (ej krediterad)
- Jean Willes – prostituerad (ej krediterad)
- John Qualen – Sam, butiksinnehavare (ej krediterad)